# Shahpur Ahmadzai
Shahpur Ahmadzai (* 1925 in Surkhab, Provinz Lugar; † 18. August 1978 in Kabul) war ein afghanischer General.
Shahpur Ahmadzai war Paschtune vom Stamm der Ahmadzai. Er ist nicht zu verwechseln mit dem Bruder des afghanischen Präsidenten Mohammed Nadschibullah mit demselben Namen.
Von 1973 bis 1977 war er Leiter der Militärakademie in Kabul. Im folgenden Jahr wurde er Generalstabschef der Armee. Im Juli 1978 wurde er wegen Beteiligung an einem Komplott gegen das Khalq-Regime der Demokratischen Volkspartei Afghanistans verhaftet und im August 1978 hingerichtet.